# Saison 1 des Soprano
Vous lisez un « bon article » labellisé en 2021.
Chronologie
Saison 2
La première saison des Soprano, une série télévisée dramatique américaine, est diffusée pour la première fois aux États-Unis par HBO entre le 10 janvier et le 4 avril 1999. En France, sa première diffusion a lieu entre le 5 septembre et le 28 novembre 1999 sur Jimmy tandis qu'elle est diffusée en Suisse et au Québec respectivement entre le 27 octobre 1999 et le 19 janvier 2000 sur TSR1 et du 21 janvier au 14 avril 2000 sur Super Écran.

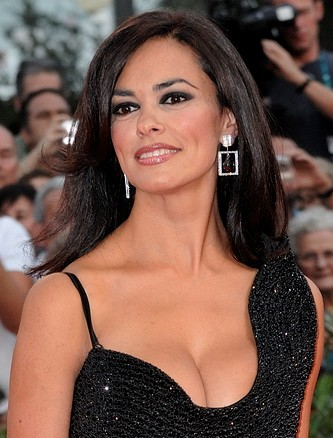
Maria Grazia Cucinotta incarne Isabella, le personnage qui donne son nom à l'épisode.

La production de la saison débute en 1997 avant d'être mise à l'arrêt le temps que HBO valide le pilote. Le créateur de la série David Chase est également producteur exécutif, showrunner et responsable de l'écriture ; les crédits de cette dernière sont partagés entre Chase, Mark Saraceni, Jason Cahill, James Manos Jr., Frank Renzulli, Joe Bosso et le couple Robin Green et Mitchell Burgess.
La saison remporte le Golden Globe dans la catégorie « Meilleure série télévisée - Drame », l’Emmy Award du meilleur scénario pour une série dramatique pour l'épisode Suspicion ainsi que plusieurs autres récompenses. Le casting est quant à lui sélectionné pour plusieurs récompenses, tel que James Gandolfini pour l'Emmy Award du meilleur acteur principal dans une série dramatique. Le coffret DVD de la saison sort en Amérique du Nord le 12 décembre 2000 ainsi que dans la région 2 le 24 novembre 2003. La série est également disponible sur l'iTunes Store ainsi que sur HBO Max.

## Synopsis

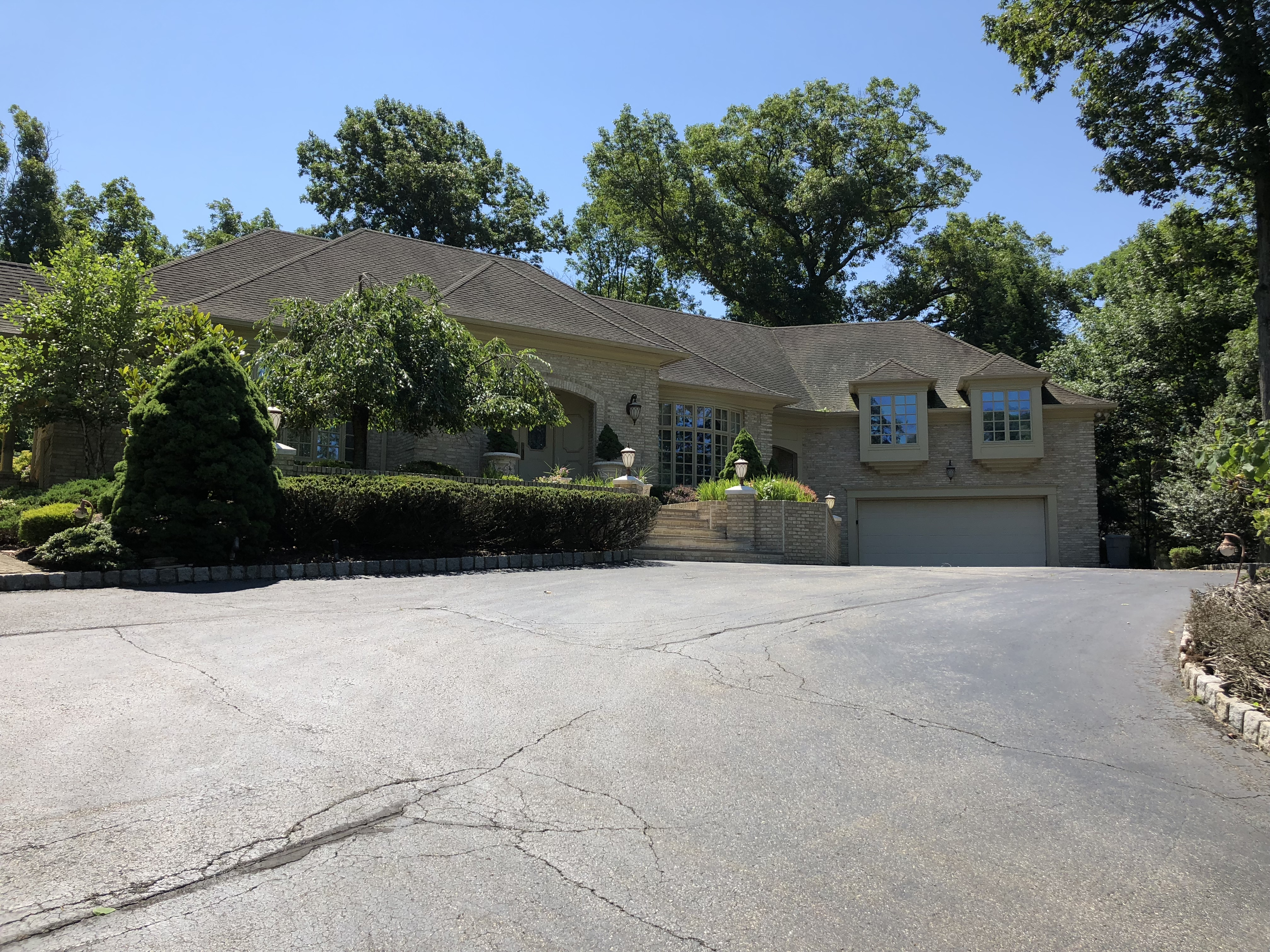
La maison de Tony Soprano dans la série.

Lorsque Tony Soprano s'effondre après avoir subi une crise de panique, il entame une thérapie avec le Dr Jennifer Melfi. Les détails de l'éducation de Tony — avec l'influence de son père sur son développement en tant que gangster, mais surtout avec la mère de Tony, Livia, qui était vengeresse et peut-être psychopathe — sont révélés. Sa relation compliquée avec sa femme Carmela est également explorée, ainsi que les sentiments de cette dernière concernant les liens avec la mafia italo-américaine de son mari. Meadow et Anthony Jr., les enfants de Tony, prennent connaissance des relations de leur père avec la mafia. Plus tard, des rumeurs d’accusation fédérale viennent bouleverser le clan de Tony à la suite d'une conversation entre un membre de son organisation et le FBI.
L'oncle de Tony, Corrado « Junior » Soprano, ordonne le meurtre de Brendan Filone et fait peur à Christopher Moltisanti, des associés de Tony, en représailles des détournements répétés de camions sous la protection de Corrado. Tony désamorce la situation en permettant à son oncle de s'installer comme patron de la famille (à la suite du décès de l'ancien patron Jackie Aprile Sr. d'un cancer), tandis que Tony conserve le contrôle réel de la plupart des affaires en coulisses. Corrado découvre cependant l'artifice et ordonne d'attenter à la vie de Tony. L'assassinat est raté et Tony réagit violemment, avant de confronter sa mère pour son rôle dans la préparation de sa chute ; elle semble alors avoir une attaque psychologique. Junior est arrêté par le FBI pour des motifs sans rapport avec la tentative d'assassinat.

## Distribution

### Principaux et récurrents
- James Gandolfini (VF : Érik Colin) : Tony Soprano (13 épisodes)
- Lorraine Bracco (VF : Maïk Darah) : Dr Jennifer Melfi (13 épisodes)
- Edie Falco (VF : Dominique Dumont) : Carmela Soprano (13 épisodes)
- Michael Imperioli (VF : Lionel Melet) : Christopher Moltisanti (13 épisodes)
- Jamie-Lynn Sigler (VF : Fily Keita) : Meadow Soprano (12 épisodes)
- Nancy Marchand (VF : Francette Vernillat) : Livia Soprano (11 épisodes)
- Dominic Chianese (VF : Georges Lycan) : Corrado « Junior » Soprano (11 épisodes)
- Steven Van Zandt (VF : François Leccia) : Silvio Dante (11 épisodes)
- Tony Sirico (VF : Hervé Jolly) : Paulie Gualtieri (10 épisodes)
- Robert Iler (VF : Natacha Gerristen) : Anthony Soprano, Jr. (10 épisodes)
- Vincent Pastore (VF : Alain Flick) : Salvatore « Big Pussy » Bonpensiero (8 épisodes)
- Al Sapienza (VF : Mathieu Buscatto) : Mickey Palmice (9 épisodes)
- Joe Baldalucco, Jr. : Jimmy Altieri (7 épisodes)
- Drea de Matteo (VF : Élisabeth Fargeot) : Adriana La Cerva (7 épisodes)
- Jerry Adler (VF : Michel Ruhl) : Herman « Hesh » Rabkin (5 épisodes)
- Tony Darrow (VF : Jean-Christophe Clément) : Larry Barese (5 épisodes)
- Oksana Lada[a] (VF : Valérie De Vulpian) : Irina Peltsin (5 épisodes)
- George Loros (VF : Michel Prud'homme) : Raymond Curto (5 épisodes)
- Anthony DeSando (VF : Vincent Barazzoni) : Brendan Filone (4 épisodes)
- John Heard (VF : Jean-Claude Robbe) : Vin Makazian (4 épisodes)
- Kathrine Narducci (VF : Annick Cisaruk) : Charmaine Bucco (4 épisodes)
- Paul Schulze[b] (VF : Lionel Tua) : le père Phil Intintola (4 épisodes)
- John Ventimiglia (VF : Antoine Tomé) : Arthur « Artie » Bucco (4 épisodes)
- Sharon Angela (VF : Marion Game) : Rosalie Aprile (3 épisodes)
- Michele DeCesare : Hunter Scangarelo (3 épisodes)
- Michael Rispoli (VF : Bernard Bollet) : Jackie Aprile (3 épisodes)
- Frank Santorelli : George Santorelli (3 épisodes)
- Matt Servitto (VF : Éric Missoffe) : l'agent Dwight Harris (3 épisodes)
- Sal Ruffino : Chucky Signore (3 épisodes)
- Robert LuPone : le docteur Bruce Cusamano (2 épisodes)
- Saundra Santiago (VF : Sylvie Ferrari) : Jeannie Cusamano (2 épisodes)
- Bruce Smolanoff : Emil Kolar (2 épisodes)

### Autres
- Michael Gaston : Alex Mahaffey (épisode 1)
- Joe Lisi : Dick Barone (épisode 1)
- Joe Pucillo : Beppy Scerbo (épisode 1)
- Craig Zucchero : George « Gus » Inzerillo (épisode 1)
- Sharif Rashed : Antjuan (épisode 2)
- Manny Siverio : Hector Anthony (épisode 2)
- J. D. Williams : Special K (épisode 2)
- Anthony Caso : Martin Scorsese (épisode 2)
- Sig Libowitz : Hillel Teittleman (épisode 3)
- Chuck Low : Shlomo Teittleman (épisode 3)
- Tony Ray Rossi : Fred Peters (épisode 5)
- Lisa Arning : la femme de Peters (épisode 5)
- Ross Gibby : le barman (épisode 5)
- Mark Kamine : le responsable des admissions à Dean (épisode 5)
- Michael Manetta : Gas Station Attendant (épisode 5)
- Keith Nobbs : Bowdoin Student (épisode 5)
- Luke Reilly : Lon Le Doyene (épisode 5)
- Sarah Thompson : Lucinda (épisode 5)
- Olivia Brynn Zaro : la fille de Peters (épisode 5)
- Vincent Curatola (VF : Jean-Paul de Goros) : Johnny « Sack » Sacramoni (épisode 6)
- Christopher Quinn : Rusty Irish (épisode 6)
- Madeline Blue : Janice Soprano enfant (épisode 7)
- Bobby Boriello : Tony Soprano enfant (épisode 7)
- Rob Grippa : Byron Barber (épisode 7)
- Laila Robins : Livia Soprano jeune (épisode 7)
- Joseph Siravo : Johnny Boy Soprano (épisode 7)
- Rocco Sisto : Junior Soprano jeune (épisode 7)
- Joseph R. Gannascoli : Gino (épisode 8)
- Richard Romanus : Richard LaPenna (épisode 8)
- Will McCormack : Jason LaPenna (épisode 8)
- Candace Bailey : Deena Hauser (épisode 9)
- Cara Jedell : Ally Vandermeed (épisode 9)
- Kevin O'Rourke : Entraineur Don Hauser (épisode 9)
- Robyn Peterson : Roberta « Bobbi » Sanfillipo (épisode 9)
- Richard Portnow (VF : Maurice Sarfati) : Harold Melvoin (épisode 9)
- Jackie Tohn : Heather Dante (épisode 9)
- Nick Fowler : Richie Santini (épisode 10)
- Bryan Hicks : Orange J (épisode 10)
- Bokeem Woodbine : Massive Genius (épisode 10)
- Johann Carlo : Bonnie DiCaprio (épisode 11)
- Giancarlo 'John' Giunta : Kevin Bonpensiero (épisode 11)
- Michele Santopietro : JoJo Palmice (épisode 11)
- Karen Sillas : Debbie (épisode 11)
- Maria Grazia Cucinotta : Isabella (épisode 12)
- John Eddins : John Clayborn (épisode 12)
- Katalin Pota : Lilliana (épisode 12)
- Touche : Rasheen Ray (épisode 12)
- David Wike : Donnie Paduana (épisode 12)
- Frank Pando : Agent Grasso (épisode 13)
- Frank Pellegrino (VF : Paul Bisciglia) : Agent Cubitoso (épisode 13)

## Développement

### Origines desSoprano

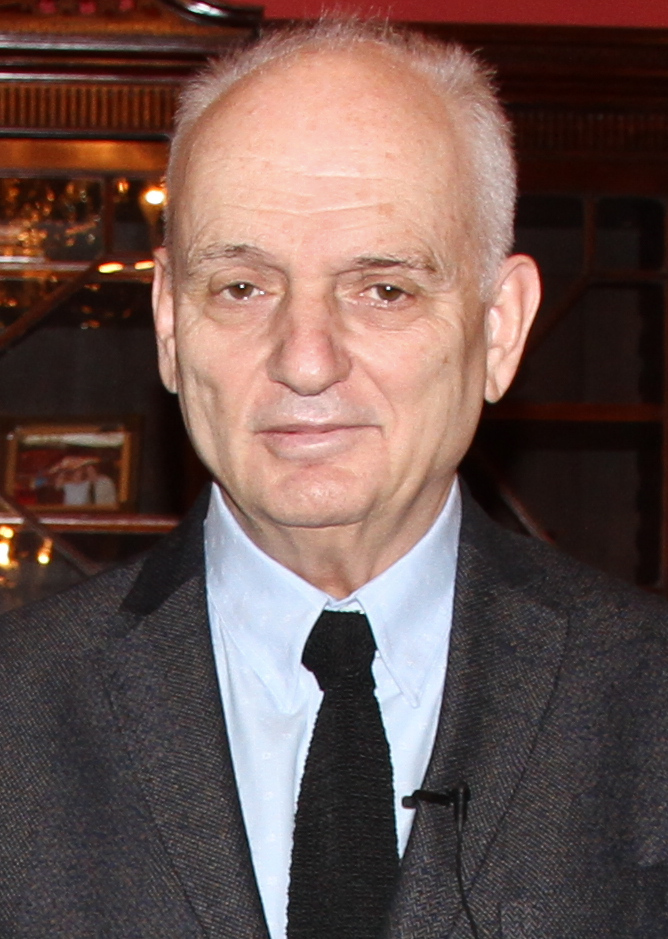
David Chase, le créateur des Soprano, en 2015.

L'histoire des Soprano est d'abord conçue par David Chase comme un long métrage sur « un mafieux en thérapie qui a des problèmes avec sa mère ». Chase, qui travaille comme producteur de télévision depuis près de 20 ans, suit les conseils de son manager Lloyd Braun et décide finalement de l'adapter en une série télévisée,,. Il signe un contrat de développement en 1995 avec la société de production Brillstein-Grey et commence dès lors à écrire le scénario du pilote,,. Il s'inspire beaucoup de sa vie personnelle et de sa jeunesse dans le New Jersey ; il a déclaré avoir essayé d'appliquer sa propre « dynamique familiale aux mafieux ». Par exemple, la relation tumultueuse entre le protagoniste de la série Tony Soprano et sa mère Livia est en partie basée sur la relation de Chase avec sa propre mère. Chase suit également une psychothérapie à l'époque et modèle le personnage du Dr Melfi d'après son propre psychiatre.
Chase est fasciné par le crime organisé et la mafia dès son plus jeune âge, alors qu'il grandit entouré de gangsters. Il apprend également à connaître ce monde à travers de nombreux films de gangsters tels que L'Ennemi public et la série policière Les Incorruptibles. Les Soprano est en partie inspirée par la famille de Richard Boiardo, une famille importante du New Jersey dans le domaine du crime organisé lorsque Chase grandit, et en partie par la famille DeCavalcante. Il mentionne les dramaturges américains Arthur Miller et Tennessee Williams comme influences sur l'écriture de la série, et le réalisateur italien Federico Fellini comme une influence importante sur le style cinématographique de la série,. Le nom de famille du personnage principal, qui est également le titre de la série, est inspiré d'amis de lycée de Chase,.
Chase et le producteur Brad Grey présentent Les Soprano à plusieurs réseaux ; la Fox se montre intéressée mais refuse après que Chase leur ait présenté le scénario pilote. Ils présentent finalement l'émission à Chris Albrecht, président de HBO Original Programming, qui décide de financer un épisode pilote,.

### Production
« Ce n'était pas quatre jolies femmes à Manhattan. C'était une bande de gros de Jersey. C'était un incroyable acte de foi. »
La distribution de la première saison des Soprano se compose d'acteurs largement inconnus, à l'exception de Lorraine Bracco, Dominic Chianese et Nancy Marchand. Les acteurs sont choisis selon un processus d'auditions et de lectures du script. Souvent, ils ne savent pas si Chase aime leurs performances ou non, Michael Imperioli ayant précisé que celui-ci avait « un visage impassible »,,. David Chase tient le rôle de producteur exécutif, show runner et responsable de l'écriture de la série ; il est réputé pour être un producteur très contrôlant, exigeant et spécifique,. Chase est également le réalisateur de l'épisode pilote, rôle que HBO lui refuse d'abord de par son manque d'expérience. C'est lors d'une réunion avec Chris Albrecht, durant laquelle Chase explique sa vision qu'il a de la série, qu'il obtient le poste. À ce sujet, Albrecht a déclaré : « Il a parlé de sa vision : pour lui, le New Jersey était le personnage central. Il était capable de défendre une exécution visuelle, pas seulement une exécution écrite ».
L'épisode pilote des Soprano est tourné en 1997. Une fois le pilote achevé et présenté aux dirigeants de HBO, la série est mise en attente pendant plusieurs mois. Pendant ce temps, Chase envisage de demander à HBO un financement pour filmer plus de 45 minutes supplémentaire et faire des Soprano un long métrage. Toutefois, en décembre 1997, HBO décide de produire la série et commande douze épisodes supplémentaires pour la première saison,.
Chase sait alors comment la saison commence et se termine mais n'a pas encore écrit l'histoire qui doit se dérouler entre ces deux points. Il décide donc de s'entourer de plusieurs scénaristes en créant une writer’s room. De nombreux membres de l'équipe créative sont choisis directement par Chase, certains étant de vieux amis et collègues à lui tandis que d'autres sont sélectionnés après des entretiens menés par les producteurs de la série,. Les scénaristes de la première saison sont ainsi Robin Green et son mari Mitchell Burgess, James Manos Jr., Mark Saraceni, Jason Cahill et Frank Renzulli : Green, qui a travaillé avec Chase sur Almost Green, est choisie car elle aussi a eu une mère difficile et qu'elle a fréquenté le fils de Raymond Patriarca, un chef de la pègre de Rhode Island, tandis que Manos a déjà écrit pour HBO et Renzulli a travaillé de ses neuf ans à ses vingt ans pour une mafia à East Boston. Par souci de réalisme, les scénaristes consultent un ancien mafieux bénéficiant de la protection des témoins. Celui-ci guide l'écriture pour des scènes de torture ou pour expliquer l'opinion de la mafia sur certains sujets.
Le reste des épisodes de la saison est produit en 1998. Pendant cette pause d'un an, James Gandolfini a pris 27 kg pour son rôle et a consulté un coach vocal pour améliorer son accent du New Jersey. Siberia Federico et Michael Santoro, qui jouent respectivement Irina et le père Phil dans le pilote, sont remplacés par Oksana Lada et Paul Schulze dès le second épisode. Drea de Matteo n'est à l'origine qu'une hôtesse de restaurant dans le premier épisode, mais la production apprécie sa performance et son personnage est développé pour devenir Adriana La Cerva. La boucherie utilisée dans le premier épisode est le Centanni's Meat Market, une véritable boucherie à Elizabeth, dans le New Jersey. Cependant, l'activité du magasin est dérangée par la production télévisée, qui tourne chaque semaine, et HBO décide donc d'acquérir un magasin de pièces automobiles abandonné à Kearny, qui devient le Satriale's Pork Store pour le reste de la saison. Pour éviter des frais de location, l'intérieur de la maison de Tony Soprano est recréé aux studios de la société de production Silvercup. Le Bada-Bing est quant à lui un vrai club de strip-tease du New Jersey nommé Satin Dolls.

## Accueil

### Audiences
La première saison des Soprano est diffusée pour la première fois les dimanches soir entre le 10 janvier et le 4 avril 1999 sur HBO aux États-Unis. La moyenne d'audience de la saison est de 3,46 millions par épisode, les premiers et derniers épisodes ayant connus respectivement 3,45 et 5,22 millions d'auditeurs,.
En France, la saison est diffusée entre le 5 septembre et le 28 novembre 1999 sur Jimmy et, en Suisse, elle est diffusée les mercredis soir du 27 octobre 1999 au 19 janvier 2000 sur TSR1,,. Au Québec, elle est diffusée sur Super Écran à partir du 21 janvier tous les vendredis à 20 h jusqu'au 14 avril 2000.

### Accueil critique
La première saison des Soprano est largement saluée par la critique, avec une note de 88 sur 100 sur Metacritic ainsi qu'un score de 100 % et une moyenne de 9,83/10 sur Rotten Tomatoes,. Rotten Tomatoes indique également que le consensus critique est le suivant : « Les Sopranos propose une gamme d'émotions intelligente, avec un travail de personnage détaillé et un suspense captivant, tout en affichant un flair pour la comédie et le drame »,. James Gandolfini est largement salué pour sa performance, Ken Tucker de Entertainment Weekly ayant fait l'éloge de sa « performance magnifiquement astucieuse et prudente » en tant que Tony Soprano. Deseret News a exprimé son approbation face à la vision claire de la série sur les « incarnations modernes de la famille, de la mortalité et de l'ambition »,. Marvin Kitman (en) de Newsday a écrit : « C'est une grande série, la meilleure nouvelle de l'année. C'est tellement — oserais-je le dire ? — original. Elle vous prend au dépourvu. En gros, c'est tout ce que je cherche toujours dans les drames. C'est magnifiquement écrit, authentique, sans l'aspect plastique de Los Angeles. Le jeu des acteurs est merveilleux. C'est drôle d'une manière sombre et comique, comme un feuilleton, et excentrique. Je ne sais jamais vraiment ce qui va se passer, même si le sujet n'est pas du tout inédit pour la télévision »,.
Suspicion, le cinquième épisode de la saison, est classé comme le meilleur des Soprano par le magazine Time — tandis que le premier épisode, Égarement, est à la troisième place —, et il se trouve à la deuxième place dans la liste des « 100 meilleurs épisodes de tous les temps » du magazine TV Guide de 2009,. Au sujet de l'épisode cinq, Emily VanDerWerff a écrit rétrospectivement que « le génie de l'épisode est que l'intrigue mélange presque tous les aspects du monde de la série si complètement que l'on a l'impression de regarder une chose naturelle, pas vraiment une histoire racontée ». VanDerWerff a également fait l'éloge de la cinématographie (comme le montage expressif et la prise de vue subjective) comme « très efficace pour nous mettre dans la peau de Febby et Tony alors qu'ils se traquent lentement », et a salué l'épisode comme « une méditation étrangement drôle et incroyablement tendue sur ce que signifie choisir la voie de la facilité à chaque fois ». Alan Sepinwall a loué l'utilisation par Chase de « seulement deux histoires pour qu'il puisse les laisser toutes les deux se dérouler dans un détail exhaustif et puissant », et a écrit que le plan de Tony « regardant avec nostalgie un groupe de canards volants, se substituant à nouveau aux sentiments de famille et de paix qui semblent rester à jamais hors de sa portée — est […] stupéfiant ».

### Distinctions

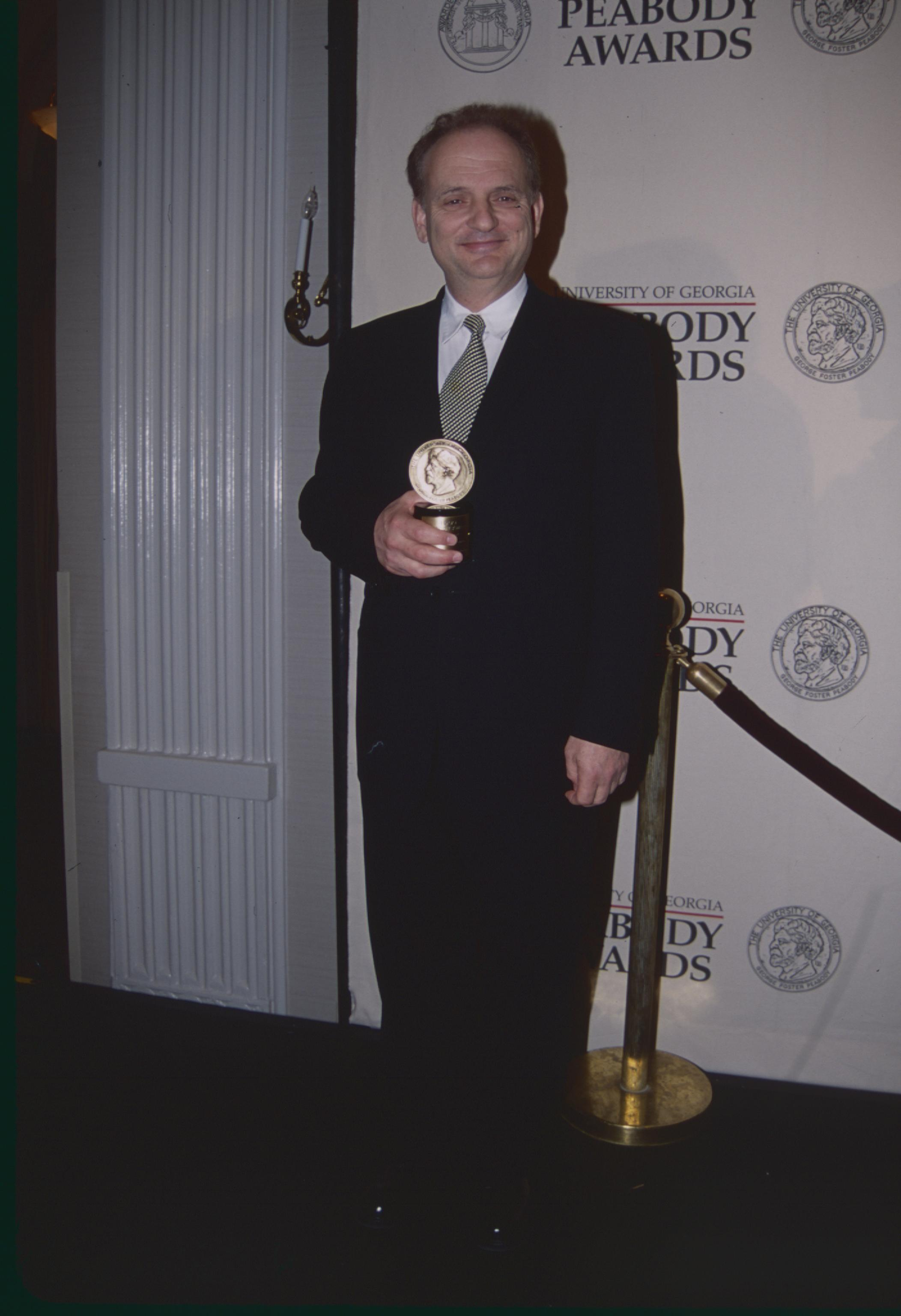
David Chase en 2000 avec son Peabody Awards.

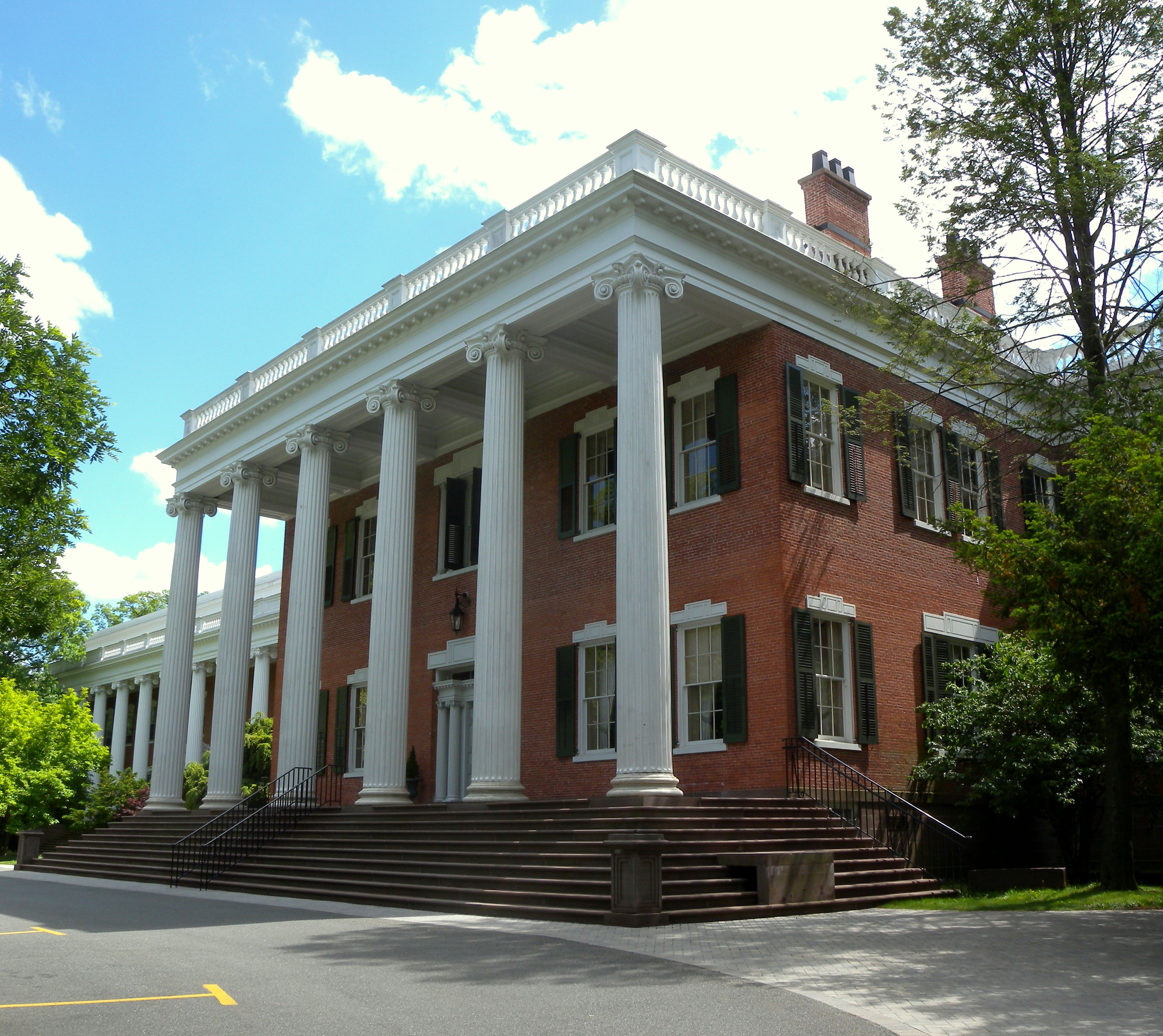
Mead Hall, un bâtiment de l'université Drew dans le New Jersey, utilisé comme décor pour le Colby College.

La première saison des Soprano est nommée pour quatre de ses épisodes à la catégorie « meilleur réalisateur dans une série dramatique » des Directors Guild of America Awards, David Chase recevant le prix pour le premier épisode, Égarement. La saison reçoit également sept nominations aux Primetime Emmy Awards de 1999 ; Edie Falco remporte la catégorie meilleure actrice dans une série télévisée dramatique tandis que David Chase et James Manos Jr. remportent la catégorie du meilleur scénario pour une série télévisée dramatique pour l'épisode 5, Suspicion.
Lors de la 57e cérémonie des Golden Globes, la saison remporte le prix de meilleure série télévisée dramatique tandis que James Gandolfini, Edie Falco et Nancy Marchand remportent respectivement les catégories meilleur acteur et meilleure actrice dans une série télévisée dramatique ainsi que meilleure actrice dans un second rôle dans une série, une mini-série ou un téléfilm. La saison a également remporté le Peabody Awards 1999, le prix de programme de l'année aux Television Critics Association Awards et deux Creative Arts Emmy Awards pour son casting et pour son montage,,,.

## Liste des épisodes

### Épisode 1:Égarement

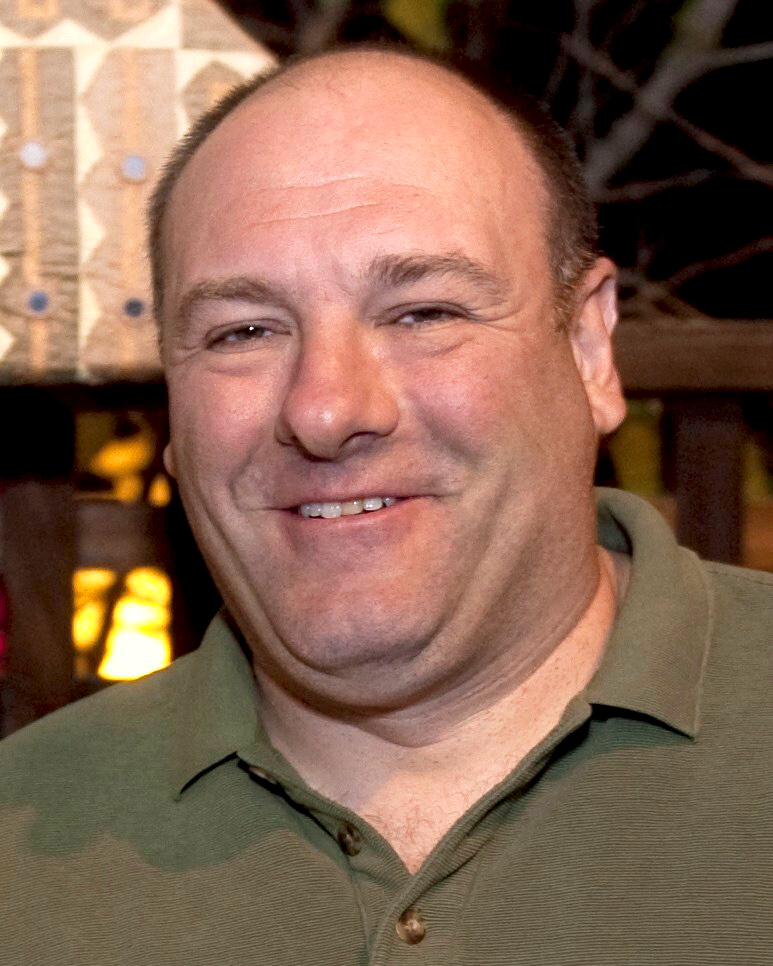
James Gandolfini, interprète de Tony Soprano.

- États-Unis : 10 janvier 1999 sur HBO[28]
- France : 5 septembre 1999 sur Jimmy[28]
- Suisse : 27 octobre 1999 sur TSR 1[29]
- Québec : 21 janvier 2000 sur Super Écran[31]

- États-Unis : 3,45 millions de téléspectateurs[47]

En 1998, le mafieux du New Jersey Tony Soprano, un capo de la famille du crime DiMeo, commence à consulter un psychiatre, le Dr Jennifer Melfi, après avoir eu une crise d'anxiété. Tony lui dit qu'il est « consultant en gestion des déchets », mais elle sait qui il est. Après que Melfi ait établi ce qui tombera et ne tombera pas sous le secret médical, Tony commence à s'ouvrir partiellement.
Il est confronté à des tensions entre sa femme Carmela et sa fille Meadow, et essaye de contrôler Christopher Moltisanti, qu'il appelle son neveu. L'oncle de Tony, connu sous le nom d'Oncle Junior, en veut à la montée de Tony dans la famille du crime et à son propre déclin. Tony a également une relation tendue avec sa mère Livia, veuve, qui résiste à son conseil d'emménager dans une maison de retraite. Une confrontation avec sa mère déclenche une nouvelle crise de panique, et il retourne voir le Dr Melfi. Il lui parle d'une famille de canards qui vivait dans sa piscine, mais qui est partie quand les canetons ont pris leur envol. Guidé par Melfi, Tony se rend compte qu'il est triste de les voir partir car il craint de perdre sa propre famille ; à sa consternation, cela le fait pleurer.
Lorsqu'une organisation criminelle tchéco-américaine fait une offre à Tony pour un contrat de gestion des déchets, Christopher agit de sa propre initiative et tue un des Tchèques, Emil Kolar. Les Tchèques retirent leur offre.
Junior veut tuer le renégat « Little Pussy » Malanga dans un restaurant qu'il fréquente et qui appartient à Artie Bucco, un ami d'enfance de Tony. Pensant que le meurtre ruinerait la réputation du restaurant, Tony demande à Junior de ne pas le faire là-bas, mais il refuse. Tony tente de faire fermer le restaurant à Artie pendant trois semaines en lui donnant des billets de croisière, mais sa femme Charmaine les refuse. Tony fait alors brûler le restaurant par son bras droit Silvio Dante afin qu'Artie puisse réclamer une indemnité d'assurance sans nuire à sa réputation.
Mahaffey, que Tony appelle un « joueur dégénéré », a une dette envers Tony et Hesh Rabkin, un vieil ami juif du père de Tony. Tony concocte un plan pour que la société de Mahaffey fasse des demandes d'indemnisation à des cliniques inexistantes afin de rembourser ses dettes, et il est intimidé pour qu'il s'exécute.
Lors de la fête d'anniversaire du fils de Tony, Christopher, amer de ne pas être reconnu pour avoir tué Kolar, dit à Tony qu'il pense à transformer l'histoire de sa vie en un scénario hollywoodien, ce que Tony lui interdit avec colère.

### Épisode 2:Le Clan Soprano
- États-Unis : 17 janvier 1999 sur HBO[28]
- France :  12 septembre 1999 sur Jimmy[28]
- Suisse : 3 novembre 1999 sur TSR 1[50]
- Québec : 28 janvier 2000 sur Super Écran[31]

Carmela a de la peine pour le professeur de sciences d'AJ, dont la voiture a été volée, et persuade Tony de l'aider. Tony dit à Big Pussy Bonpensiero, un membre de son équipe qui dirige un atelier de réparation automobile, de rechercher le véhicule. Les voleurs sont retrouvés, mais la voiture est en morceaux. Pussy les force alors d'en voler une autre du même modèle. Le professeur est quelque peu surpris lorsque sa voiture lui est rendue avec les mêmes plaques, mais des clés différentes et de la peinture fraiche.
Christopher et Brendan Filone, qui est accro à la méthamphétamine, détournent une cargaison de lecteurs de DVD. Ils livrent la marchandise à Tony, Silvio et Paulie au club de strip-tease de Sil, le Bada Bing. Cependant, la compagnie de transport verse des fonds de protection à Junior, qui organise avec colère une rencontre avec Tony et le patron de la famille DiMeo, Jackie Aprile, Sr. Jackie est atteint d'un cancer et envisage de nommer un successeur. Il décide qu'une restitution doit être faite, ce que Tony accepte, mais Chris, qui pense qu'il mérite de devenir membre de la famille DiMeo, tente de rejeter les 15 000 dollars que Junior réclame. Tony insiste pour recevoir la totalité de la somme de Chris, disant qu'il va battre Junior, mais Chris sent que Tony va prendre une partie de la somme pour lui, et qu'il ne restera pas grand-chose pour lui et Brendan.
Bien qu'on leur ait dit de ne plus attaquer la compagnie de camions, Brendan et Chris, tous deux sous l'emprise de la méthamphétamine, prévoient ensuite de détourner une cargaison de costumes italiens. Cependant, lorsque Brendan vient chercher son partenaire, Chris, défoncé et réfléchi, décide de ne pas faire le travail. Brendan réalise le détournement avec deux associés, tous deux nerveux. L'un d'eux lâche son arme ; celle-ci tire lorsqu'elle touche le sol, tuant le conducteur. Les deux s'enfuient en panique. Lorsque Tony apprend cela, il ordonne à Chris et Brendan de rendre tout le chargement à Junior et de s'arranger avec lui, bien que son équipe se serve d'abord de quelques costumes.
Un petit incendie se produit lorsque Livia est en train de cuisiner. Tony insiste pour qu'elle accepte une infirmière à domicile, mais Livia la traite si mal qu'elle finit par s'en aller. Tony est fier que sa mère conduise encore, mais elle oublie de passer la marche arrière et blesse gravement une de ses amies. Livia doit maintenant se rendre, à contrecœur, dans la communauté de retraités de Green Grove. Dans sa maison presque vide, recueillant de vieilles photos de lui enfant avec ses parents, Tony a une nouvelle crise de panique mais ne s'évanouit pas.

### Épisode 3:À bout de souffle
- États-Unis : 24 janvier 1999 sur HBO[28]
- France : 19 septembre 1999 sur Jimmy[28]
- Suisse : 10 novembre 1999 sur TSR 1[53]
- Québec : 4 février 2000 sur Super Écran[31]

Shlomo Teittleman est le chef d'une famille juive hassidique. Sa fille veut demander le divorce à son mari Ariel, mais celui-ci prétend avoir grandement contribué au succès de l'une des entreprises familiales, le motel Fly Away, et ne consentira à divorcer que s'il reçoit 50 % du motel. Teittleman demande de l'aide à Tony, qui accepte de retirer la réclamation d'Ariel en échange de 25 % du motel. Ariel s'avère être très dur à convaincre, à la fois émotionnellement et physiquement, et ne cède pas, même lorsque Silvio et Paulie le menace de mort. À court de solution, ils téléphonent à Tony, qui consulte Hesh. Hesh suggère de le menacer de castration, poussant finalement Ariel à céder. Teittleman, choqué par les méthodes utilisées par Tony, tente alors de renégocier l'accord, en vain.
Jackie se retrouve à l'hôpital à cause de son cancer. Tony y emmène une danseuse du Bada Bing, qui se fait passer pour une infirmière pour une « soirée privée ». Cependant, l'état de Jackie continue de se détériorer et il est incapable de penser à autre chose.
Artie, quant à lui, est toujours déprimé par la perte de son restaurant et est même soupçonné d'avoir incendié son établissement par la compagnie d'assurance. Avec Charmaine, Artie organise un événement de charité à la maison des Soprano. Alors qu'Artie se plaint à nouveau, Tony lui crie dessus, puis les deux commencent à se jeter de la nourriture. Pendant la soirée, Carmela offense Charmaine en semblant la traiter comme une servante. Le lendemain, Charmaine confie à Carmela avoir couché avec Tony bien avant leur mariage, lui expliquant également qu'elle aurait pu être à sa place.
Meadow et son amie Hunter, épuisées par la pratique de la chorale et par les révisions pour leurs examens, se rendent chez Christopher pour lui demander des amphétamines. Dans un premier temps réticent, Chris accepte afin que les deux adolescentes ne se fassent pas vendre de la drogue frelatée par des dealers peu scrupuleux. Au récital, Meadow et Hunter, montrant des signes subtils d'utilisation d'amphétamines, chantent avec succès leurs brefs solos.

### Épisode 4:La Nouvelle Ère

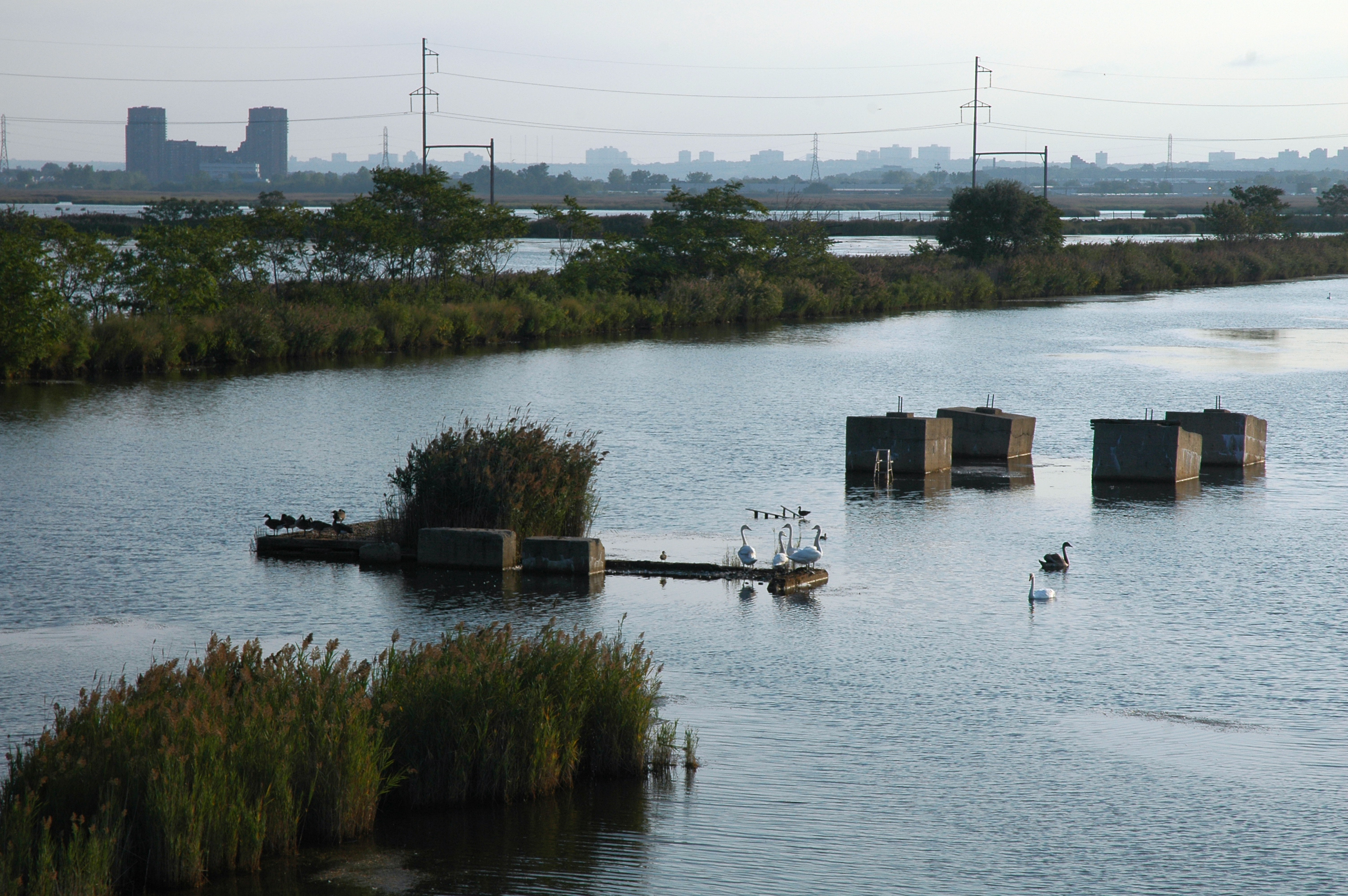
Dans la version originale, le titre Meadowlands fait référence à un marécage dans le New Jersey souvent utilisé comme décharge à cadavre par les mafias locales. Il représente également l'état psychologique dans lequel se trouve Meadow, la fille de Tony, qui a découvert que son père était un mafieux, et qui aiguille son frère vers la même conclusion.

- États-Unis : 31 janvier 1999 sur HBO[28]
- France : 26 septembre 1999 sur Jimmy[28]
- Suisse : 17 novembre 1999 sur TSR 1[58]
- Québec : 11 février 2000 sur Super Écran[31]

Tony devient de plus en plus paranoïaque au cours de ses séances avec le Dr Melfi, surtout après avoir vu Silvio quitter le cabinet d'un dentiste en face du bureau de celle-ci. Il est également de plus en plus attiré par elle, Tony charge l'inspecteur de police corrompu Vin Makazian d'obtenir des informations sur elle et la fait suivre discrètement. Makazian, qui doit de l'argent à Tony pour des dettes de jeu, suppose que Melfi est la maîtresse de Tony. Quand il la voit de sortie avec un homme, Makazian arrête Melfi et se montre condescendant avant d'agresser et arrêter le petit ami de la psychiatre. Tony envisage d'arrêter la thérapie, mais Carmela — toujours sous l'impression que Melfi est un homme — insiste pour qu'il continue sous peine de risquer son mariage. 
Chris, obligé à porter une minerve, a peur après son agression par les gangsters russes. Il devient encore plus irritable et excité quand lui et Adriana découvrent le corps de Brendan dans sa baignoire. Il envisage alors que cela soit la vengeance de Tony pour avoir vendu des amphétamines à Meadow. Accompagné d'Adriana, Chris vient chercher Meadow au lycée et s'en prend à elle. Mais Meadow lui assure de n'avoir rien dit à son père. Après avoir découvert que Junior et Mikey sont responsables de son agression et du meurtre de Brandon, Chris veut se venger, mais Tony l'en empêche car Mikey est un affranchi. En allant voir Junior, Tony s'en prend à Mikey, installé dans sa voiture, en le frappant sévèrement, avant de confronter son oncle, qui rejette les offres de compromis de Tony et lui dit qu'il devrait s'armer pour sa prochaine visite ou ne pas venir du tout.
Une guerre avec Junior semble alors inévitable pour Tony, surtout après que Jackie, le patron de la famille DiMeo, décède sans avoir désigné de successeur. Tony a le soutien d'autres capos de la famille DiMeo, mais cherche une résolution diplomatique avec son oncle. Melfi donne involontairement la solution à Tony lorsqu'elle lui parle de donner aux personnes âgées « l'illusion du contrôle », et Tony cède la direction de la famille à Junior en échange des propriétés et des contrats de son oncle. La guerre au sein de la famille est ainsi évitée, et Junior devient la cible principale pour les enquêtes fédérales. Content de sa décision, Tony choisit de continuer sa thérapie.

### Épisode 5:Suspicion
- États-Unis : 7 février 1999 sur HBO[28]
- France : 3 octobre 1999 sur Jimmy[28]
- Suisse : 24 novembre 1999 sur TSR 1[61]
- Québec : 18 février 2000 sur Super Écran[31]

Tony emmène Meadow en excursion dans le Maine pour visiter trois universités qu'elle pense rejoindre. Pendant le trajet, Tony, décontenancé lorsqu'elle lui demande s'il est « dans la mafia », nie en faire partie. Lorsque Meadow est sceptique, il admet qu'une partie de ses revenus provient du jeu illégal et d'autres activités. Meadow admet qu'elle a pris des amphétamines pour étudier pour ses tests SAT. Tony réagit avec colère et lui demande où elle a trouvé ces drogues, ce à quoi elle refuse de répondre. Tous deux semblent cependant soulagés par cette honnêteté mutuelle sur des sujets difficiles.
Dans une station-service, Tony pense apercevoir Fabian « Febby » Petrulio, un ancien membre de la famille DiMeo qui a rejoint le programme de protection des témoins après avoir témoigné contre eux. Tony appelle Chris et lui demande de rechercher le numéro de plaque de sa voiture, et découvre qu'il s'appelle désormais Fred Peters. Tony décide de localiser et d'exécuter Petrulio tout en poursuivant son voyage avec Meadow. Il la laisse avec quelques étudiants qu'elle a rencontrés et confirme l'identité de Petrulio quand, dans le bureau de son entreprise de voyage, il voit un buste sculpté, un passe-temps à lui quand il était dans la famille DiMeo. Petrulio, qui sent épié, trouve le motel où résident Tony et Meadow et pointe son arme sur Tony, qui ne se doute de rien. Mais la présence de deux autres invités empêche Febby de l'abattre. Le lendemain matin, Tony, prétextant avoir oublié sa montre au motel, dépose Meadow pour une entrevue. Il retrouve Petrulio à son bureau et l'étrangle à mort. Plus tard, lors d'un trajet en voiture vers une autre université, Meadow interroge Tony sur la boue sur ses chaussures et une coupure sur sa main, mais voyant qu'il ne répond pas de manière honnête, Meadow décide de ne plus lui poser de questions.

### Épisode 6:Pax Soprana

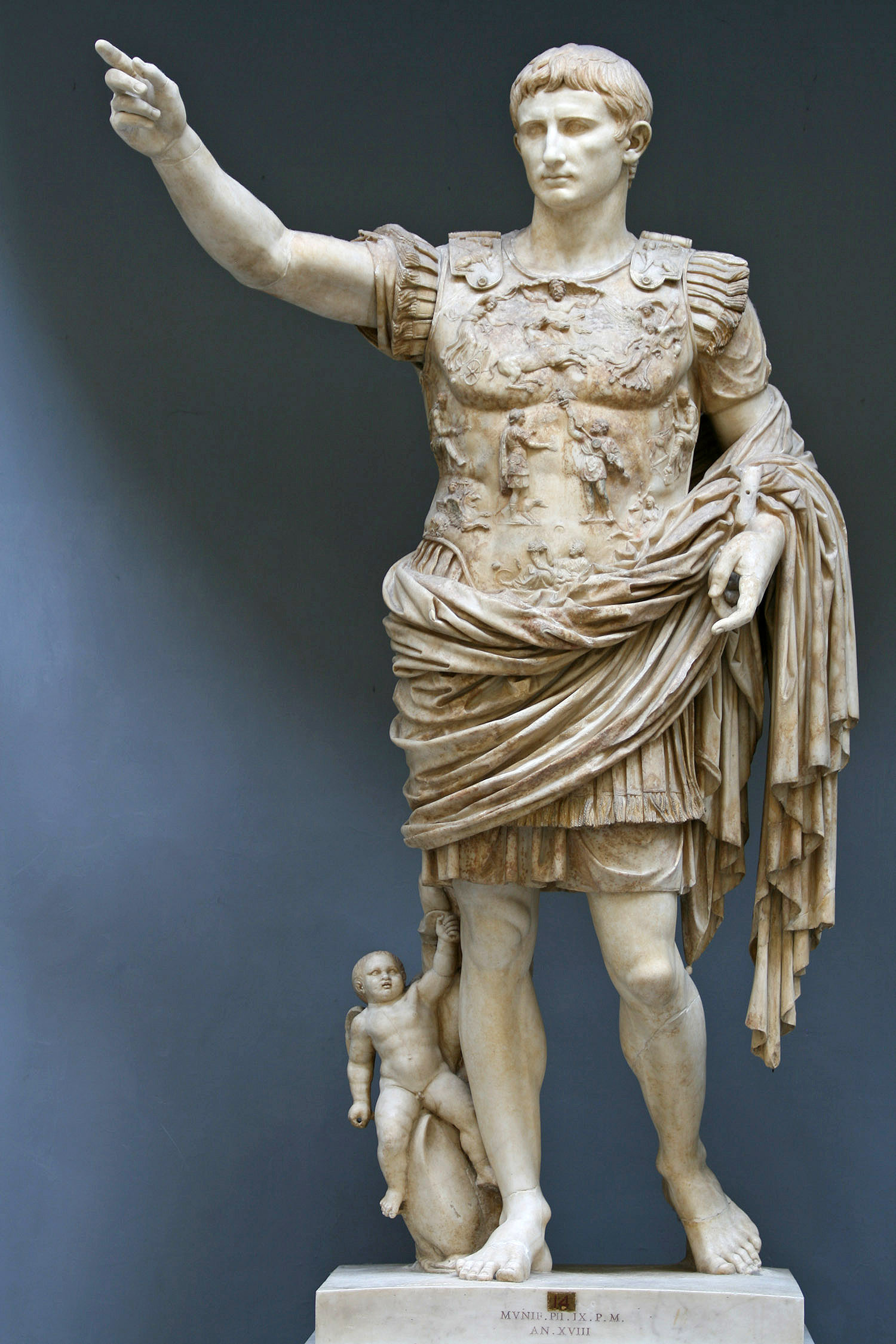
Le titre de l'épisode, Pax Soprana, se traduit par « la paix des Soprano » en latin. C'est une référence directe à la période de l'histoire romaine connue sous le nom de « Pax Romana », période durant laquelle l'Empire romain a connu une centaine d'années paisibles. Auguste est reconnu pour être celui qui a mis fin aux guerres civiles romaine, et le discours de Tony à Junior se concentre sur le fait que la paix aurait alors été possible parce qu'Auguste « ne mangeait jamais seul »,.

- États-Unis : 14 février 1999 sur HBO[28]
- France : 10 octobre 1999 sur Jimmy[28]
- Suisse : 1er décembre 1999 sur TSR 1[65]
- Québec : 25 février 2000 sur Super Écran[31]

Mikey Palmice tabasse le propriétaire d'un cercle de jeux de cartes qui avait été protégé par Jimmy Altieri. Mikey dit que Junior Soprano, devenu le nouveau boss, ne respecte pas les anciens arrangements. Alors que Junior est en train de se faire tailler un nouveau costume, il apprend que le petit-fils de son tailleur, âgé de quatorze ans, s'est suicidé après avoir pris de la drogue qui lui a été vendue par Rusty Irish. Celui-ci est le meilleur vendeur de Larry Boy Barese, autre membre de la famille DiMeo, mais Junior le fait tuer par ses sbires en le balançant du haut d'un pont.
À la demande de Livia, Junior dit à Hesh qu'il doit pour la première fois verser une somme d'argent au chef de la famille. Hesh s'en plaint auprès de Tony, qui vient à la rencontre accompagné de Johnny Sack, le sottocapo de la famille Lupertazzi de New York. Ils négocient avec Junior, qui réduit ses demandes, et Hesh accepte de payer. Les capo de Junior s'agacent car il garde trop d'argent pour lui-même. Tony parle à Junior, qui accepte de passer l'argent du tribut de Hesh à ses capos. Tony rend sa part de cet argent à Hesh.

### Épisode 7:Pris à la gorge
- États-Unis : 21 février 1999 sur HBO[28]
- France : 17 octobre 1999 sur Jimmy[28]
- Suisse : 8 décembre 1999 sur TSR 1[67]
- Québec : 3 mars 2000 sur Super Écran[31]

Anthony Soprano, Jr. et ses amis volent du vin liturgique et arrivent en classe de gymnastique ivres. Tony et Carmela sont appelés à l'école catholique d'AJ, où le psychologue leur dit qu'AJ pourrait avoir un trouble du déficit de l'attention. AJ est testé et diagnostiqué par le praticien comme étant à la limite de ce trouble. Tony rejette cela avec mépris et dit qu'AJ se comporte comme un enfant normal de 13 ans. Carmela soutient son opinion, et Tony part.
Cet incident incite Tony à discuter de sa propre enfance avec le Dr Melfi, lors des émeutes de Newark en 1967 : sa mère a menacé une fois de lui mettre une fourchette dans les yeux s'il n'arrêtait pas de la déranger. Il a découvert le « métier » de son père lorsqu'il a vu son père battre quelqu'un. Plus tard, le même homme a offert à Johnny Boy une chance de déménager à Reno, une évasion de sa vie de gangster, mais Livia refuse et lui dit qu'elle préférerait étouffer ses enfants plutôt que de les emmener au Nevada. Il a vu son père être arrêté ; il déclare alors s'être senti fier d'être son fils.

### Épisode 8:La Légende de Tennessee Moltisanti

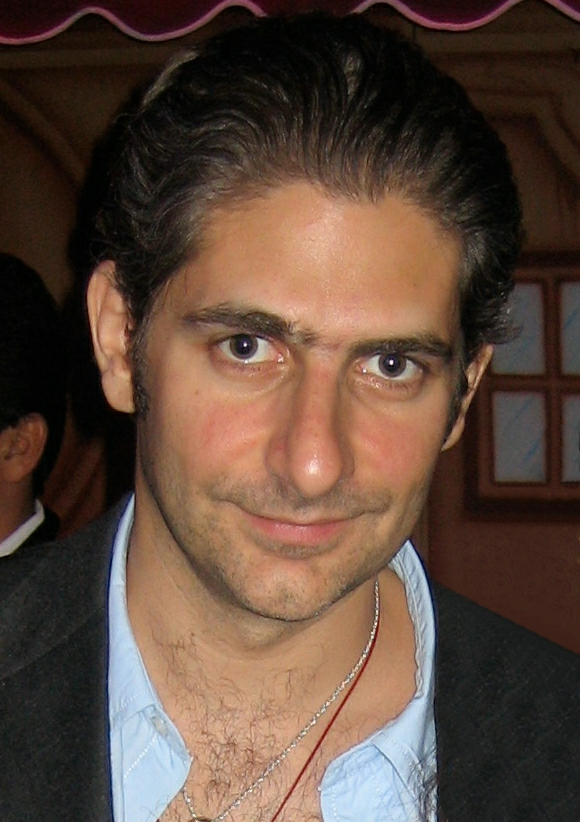
Christopher Moltisanti, interprété par Michael Imperioli, tire dans le pied du vendeur de la boulangerie (joué par Brian Geraghty), une blessure similaire à celle reçue par le personnage joué par Imperioli dans le film Les Affranchis.

- États-Unis : 28 février 1999 sur HBO[28]
- France : 24 octobre 1999 sur Jimmy[28]
- Suisse : 15 décembre 1999 sur TSR 1[70]
- Québec : 10 mars 2000 sur Super Écran[31]

Lors du mariage de sa fille, Larry dit aux membres de la famille du crime DiMeo que, selon sa source au FBI, des actes d'accusation fédéraux seront bientôt prononcés contre la bande du New Jersey. Un par un, les capo rassemblent leurs familles, disent au revoir à la mariée en larmes et partent. Tony et Carmela collectent rapidement de l'argent et des armes dans différentes parties de leur maison, sous les yeux de Meadow et AJ. Tony cache tout dans la chambre de Livia à Green Grove. La maison est fouillée par une équipe du FBI dirigée par l'agent Harris. Après la fouille, après avoir dîné, Tony explique à ses enfants que les Italiens et les Italo-Américains n'ont pas le respect qu'ils méritent. Le Dr Melfi, lors d'un dîner avec sa famille et son ex-mari, parle sans réfléchir d'un patient, et son ex-mari en déduit que l'un de ses patients est un gangster. Il l'exhorte à abandonner ce patient, qui, selon lui, est mauvais. Il déplore la façon dont quelques milliers de gangsters ont terni la bonne réputation de millions d'Italo-Américains.
Tony dit au Dr Melfi qu'il pourrait « partir en vacances » et manquer un rendez-vous. Il n'est pas présent au prochain rendez-vous et, la prochaine fois qu'ils se rencontrent, elle lui dit que, comme convenu précédemment, elle le facturera pour les rendez-vous manqués, ce qui met Tony en colère. Il la compare à une call-girl en lui balançant de l'argent et s'en va.
Dans ses cauchemars, Christopher est hanté par Emil Kolar, la première personne qu'il a tuée. Il demande à Georgie, le barman du Bada Bing, de l'aider à déterrer le corps et à le déplacer. Il a également du mal à écrire un scénario de film sur la mafia, car ses personnages n'ont pas d'arc narratif et il sent qu'il n'a pas d'arc lui-même. Il tire une balle dans le pied d'un commis de magasin de pâtisserie pour l'avoir fait attendre trop longtemps. Tony est furieux, mais essaie ensuite de l'interroger sur ses sentiments, et la conversation se termine tranquillement. Chris est envieux car il ne figure pas sur la liste de ceux qui font l'objet d'une enquête du FBI. Quand son nom apparaît dans le journal pour un fait divers, il est ravi.

### Épisode 9:Révélations intimes
- États-Unis : 7 mars 1999 sur HBO[28]
- France : 31 octobre 1999 sur Jimmy[28]
- Suisse : 22 décembre 1999 sur TSR 1[72]
- Québec : 17 mars 2000 sur Super Écran[31]

Junior se rend à Boca Raton, en Floride, emmenant avec lui sa petite amie de longue date Roberta Sanfillipo. Au lit, elle révèle apprécier que Junior lui fasse un cunnilingus durant leurs rapports sexuels, mais Junior lui demande avec insistance de n'en parler à personne d'autre, pensant que cela peut être interprété comme un signe de faiblesse par ses associés. Mais Roberta ne tient pas sa promesse et en parle avec une femme dans son salon de manucure. La nouvelle parvient à Carmela qui le dit à Tony. En jouant au golf avec Junior, Tony fait des sous-entendus et des blagues vulgaires à ce sujet. Junior comprend et commence à penser à le tuer. Enragé, il congédie Roberta de son travail et rompt avec elle.
Tony, Silvio et Artie invitent l'entraîneur de l'équipe de football de Meadow et de leurs filles, Don Hauser, à prendre un verre au Bada Bing après une victoire. Mais lorsqu'ils découvrent que Hauser a accepté un autre poste d'entraîneur et s'apprête à quitter le New Jersey, ils essaient de le convaincre de rester. Paulie livre un téléviseur de 50 pouces au domicile de Hauser et insiste pour qu'il le prenne. Christopher garde le chien de l'entraîneur captif dans sa voiture puis, en tant qu'« amoureux des animaux », le rend. Tony dit à Meadow qu'il pense que l'entraîneur va changer d'avis sur son départ. Elle semble ingrate et bouleversée. Quand il fait des remontrances, elle lui dit que Hauser a des relations sexuelles avec l'une des amies et coéquipières, Ally Vandermeed, alors qu'elle est encore mineure, ce qui met Tony dans une rage folle.

### Épisode 10:Agent artistique

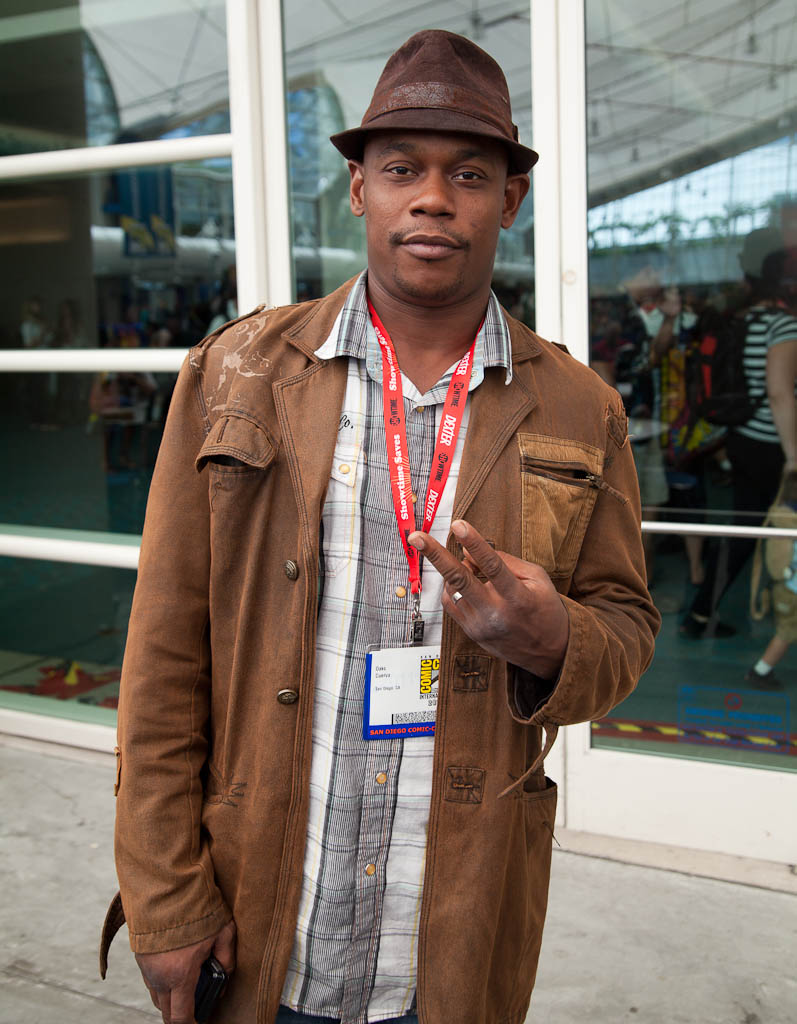
Bokeem Woodbine, l'interprète de Massive Genius.

- États-Unis : 14 mars 1999 sur HBO[28]
- France : 7 novembre 1999 sur Jimmy[28]
- Suisse : 29 décembre 1999 sur TSR 1[74]
- Québec : 24 mars 2000 sur Super Écran[31]

Après avoir volé et exécuté d'une balle dans la tête un trafiquant de drogue colombien, Paulie, Chris et Pussy reçoivent une part de leur butin. Chris et Adriana font la connaissance du rappeur gangster Massive Genius et Chris organise une rencontre entre Hesh et lui à sa demande. Massive dit à Hesh agir au nom de la mère d'un chanteur noir décédé qui estime avoir été lésée par Hesh, et lui réclame 400 000 dollars. Hesh refuse et se montre prêt à contre-attaquer contre ce dernier car le label de Massive a samplé sans autorisation une chanson dont Hesh possède les droits.
Adriana veut se lancer dans une carrière de productrice de musique et demande à Massive de l'aider. Chris, plein d'argent, accepte de financer une démo pour le groupe Visiting Day, dont le chanteur, Richie Santini, est l'ex-petit ami d'Adriana. L'enregistrement de la démo progresse lentement et mal, poussant Chris à casser la guitare de Richie sur son dos. Chris consulte Hesh Rabkin qui lui dit que le groupe n'est pas bon. Il se rend compte que Massive les aide uniquement à cause de son intérêt pour Adriana, qui prend mal les accusations de Chris. Carmela commence à s'inquiéter pour son avenir et celui de ses enfants au cas où quelque chose arriverait à Tony. À la suite d'une discussion avec des amies d'une de ses voisines, elle achète des actions en bourse et en profite.

### Épisode 11:La Balance
Pour les articles homonymes, voir balance.
- États-Unis : 21 mars 1999 sur HBO[28]
- France : 14 novembre 1999 sur Jimmy[28]
- Suisse : 5 janvier 2000 sur TSR1[76]
- Québec : 31 mars 2000 sur Super Écran[31]

Pussy, qui souffre de maux dos depuis un soir dans une maison close, est au club de Jimmy Altieri quand le FBI fait une descente et trouve une réserve d'armes, planquée dans un double fond d'un billard. Jimmy est arrêté, tandis que Pussy s'enfuit par une autre sortie avant d'être intercepté par un policier quelques instants plus tard. Il est libéré sous caution peu après. Vin Makazian dit à Tony qu'il a entendu d'une bonne source que Pussy est un informateur du FBI. Tony hésite à le croire, mais Vin souligne avec quelle facilité Pussy a réussi à sortir du raid. Il explique en outre que l'alternative de Pussy était une longue peine d'emprisonnement pour vente d'héroïne, et en tant qu'homme qui se soucie profondément de sa famille, il a été facile à convaincre. Tony insiste pour voir le rapport officiel mentionnant Pussy, mais Vin ne peut pas l'obtenir.
Pussy a cessé de percevoir des paiements à cause de maux de dos, mais Paulie, qui voit le même médecin, a appris que Pussy n'est pas réellement souffrant. Tony demande l'opinion du Dr Melfi ; les maux de dos, dit-elle, peuvent être causés par le stress ou le fardeau d'un secret. Prêt à tout pour savoir si Makazian a raison, Tony demande à Paulie de ne pas agir jusqu'à ce qu'il découvre si Pussy a un micro sur lui. Paulie invite Pussy dans un sauna avec lui, mais Pussy l'accompagne avec réticente et refuse de se déshabiller, disant que son médecin lui a déconseillé la chaleur. Silvio découvre que Vin doit 30 000 dollars à Pussy, ce qui, selon lui, pourrait être sa motivation pour faire disparaître Pussy. Méfiant et confus, Tony rend visite à Pussy chez lui et l'interroge avec sympathie. Vin a une relation personnelle avec la tenancière d'un bordel, et, quand la police y organise une descente, il est arrêté et suspendu de ses fonctions. Ne supportant plus la pression, Vin se suicide en sautant d'un pont.

### Épisode 12:Isabella
- États-Unis : 28 mars 1999 sur HBO[28]
- France : 21 novembre 1999 sur Jimmy[28]
- Suisse : 12 janvier 2000 sur TSR1[78]
- Québec : 7 avril 2000 sur Super Écran[31]

Profondément déprimé après la disparition inexpliquée de Pussy, Tony passe ses journées allongé dans sa chambre. Un jour, alors qu'il s'est levé pour fermer les rideaux, il aperçoit une jeune et belle italienne dans l'arrière cour de ses voisins, les Cusamano, qui sont en voyage. Lorsqu'il la rencontre, elle lui dit que son nom est Isabella et qu'elle est une étudiante faisant partie d'un programme d'échange qui séjourne chez les Cusamano pendant leur absence. Il l'emmène déjeuner et elle décrit la beauté d'Avellino, village d'origine du grand-père de Tony. Pendant le déjeuner, il se met à rêver de la jeune femme dans un fauteuil à bascule dans une maison en Italie, allaitant un bébé nommé Antonio. Lorsque les Cusamano reviennent, Tony pose des questions sur elle et se rend compte qu'il a halluciné. Informé par Tony, le Dr Melfi lui ordonne d'arrêter de prendre des sels de lithium et théorise qu'Isabella était en réalité une figure maternelle idéalisée.
Mikey, agissant par l'intermédiaire de Donnie Paduana, engage deux hommes afro-américains pour éliminer Tony. Junior ne supporte pas d'entendre les détails du plan lorsque Mikey essaie de faire un rapport. Chris est préoccupé par l'état émotionnel de son patron et le suit secrètement, empêchant sans le savoir l'exécution quand il arrête sa voiture à côté des assassins. Puisque ces derniers n'ont pas pu remplir leur contrat, Junior organise une réunion urgente en plein air entre Mikey et Donnie, lors de laquelle il est caché sur le siège arrière de la voiture de Mikey. Donnie promet que le coup sera fait pour le lendemain et remarque avec désinvolture que même la mère de Tony veut sa mort. Junior, craignant les ragots, fait signe à Mikey de tuer Donnie.
Le lendemain, les assassins se préparent à mettre à exécution leur plan, mais Tony, qui commençait à monter en voiture, fait échouer l'assassinat en luttant. Exalté, il ne peut s'empêcher de s'écraser sur une voiture garée. À l'hôpital, Tony dit que ses blessures, mineures seulement, affirme qu'il s'agissait d'un carjacking, une histoire que même AJ ne croit pas. L'agent du FBI Harris vient à son lit et lui propose un accord, y compris une immunité totale, que Tony rejette avec mépris. 

### Épisode 13:Mise au point
- États-Unis : 4 avril 1999 sur HBO[28]
- France : 28 novembre 1999 sur Jimmy[28]
- Suisse : 19 janvier 2000 sur TSR1[30]
- Québec : 14 avril 2000 sur Super Écran[31]

- États-Unis : 5,26 millions de téléspectateurs[47] (première diffusion)

Le comportement de Jimmy Altieri convainc Tony qu'il est un informateur du FBI. Il est tué par Silvio, après que Christopher l'ait emmené dans un guet-apens. Son corps jeté dans une ruelle avec un rat fourré dans sa bouche. Sachant que la vie de Tony est en danger, le Dr Melfi spécule ouvertement sur sa mère, notant qu'elle parle souvent d'infanticide. Elle suggère qu'elle a un trouble de la personnalité, qu'elle n'amène que de l'amertume et des conflits, et qu'elle n'a ni amour ni compassion. Les déclarations de Melfi déclenchent chez Tony une réaction violente. Il s'approche d'elle et, en se penchant sur elle, la traite de « putain de salope tordue » et annonce mettre fin à sa thérapie. Peu après, Tony est emmené dans une maison sûre du FBI. La chambre de Livia à la maison de retraite de Green Grove a été mise sur écoute et l'agent Cubitoso lui fait écouter des enregistrements qui prouvent à Tony que son meurtre a été planifié par son oncle Junior, poussé par sa mère.
Tony retourne voir le Dr Melfi, qui s'excuse auprès d'elle de son accès de colère. La thérapeute, bien qu'apeurée, accepte de le prendre pour un rendez-vous. Il explique que le meurtre a été orchestré en partie parce qu'il voyait une psychiatre et que sa vie est aussi en danger. Il lui dit de quitter la ville, mais elle résiste. Tony retrouve Silvio, Paulie et Christopher et confie alors à son équipe qu'il voit un psychiatre mais qu'il n'a jamais donné de noms et jamais parlé de leurs affaires. Silvio et Paulie acceptent, mais Christopher semble abasourdi par la nouvelle et quitte les lieux. Les représailles commencent : Chucky Signore et Mikey Palmice sont tués respectivement par Tony, Christopher et Paulie. Cependant, Junior et la plupart de son équipe sont alors arrêtés. L'avocat de Tony lui dit qu'il n'a pas été inculpé parce que les accusations concernent des escroqueries dans lesquelles il n'était pas impliqué. Junior se voit proposer un marché s'il avoue que Tony est de facto patron de la famille, mais il refuse.
Carmela voit que le père Phil est maintenant proche de Rosalie Aprile, récemment veuve. Apparemment préparé pour une autre longue soirée, il fait appel à Carmela lorsqu'elle est seule à la maison. Elle le rebute ; elle lui dit qu'il profite des femmes spirituellement assoiffées, et qu'il est en quelque sorte stimulé par la nourriture et la tension sexuelle. Écrasé par les déclarations de Carmela, il part. Livia montre des signes de sénilité. Artie lui rend visite à l'hôpital et, se souvenant que Tony a incendié son restaurant, le lui dit. Enragé, il affronte Tony avec un fusil. Tony parvient à le persuader que sa mère a toujours été peu fiable et est maintenant confuse par sa sénilité, il jure qu'il ne l'a pas fait. Toujours enragé, Artie jette le fusil et s'en va. Au fil du temps, puisque son nouveau restaurant est un succès, il trouve la paix.
Tony se rend à Green Grove. Sur le chemin de la chambre de sa mère, il attrape un oreiller. Quand on lui dit qu'elle a eu un accident vasculaire cérébral, il sourit ironiquement. Elle est placée sur une civière emmenée par des ambulanciers. Jetant l'oreiller, il se penche très près de son visage, murmurant des menaces. Le personnel de sécurité le traîne dehors alors qu'il clame que Livia feinte son AVC après l'avoir vu esquisser un sourire.

## Analyse

### La violence à la télévision
La violence présentée dans les Soprano et la façon de s'exprimer des personnages sont des approches nouvelles pour une série télévisée à la sortie de la première saison. Durant son développement, David Chase se pose déjà des questions vis-à-vis du langage utilisé par ses personnages : « Je venais à peine de commencer à écrire qu'une pensée m'envahit : « Le projet est-il viable ? » Je veux dire, avec ce vocabulaire « Putain par-ci, putain par-là ». Je pensais que ça allait donner lieu à des attentes divergentes. La chaîne et moi allions nous retrouver terriblement déçus ». Mais Chase réalise finalement que le plus difficile à accepter par les diffuseurs est alors le ton de la série — la représentation continue de crimes et de personnages avec aucune morale — peu adaptés aux réseaux « classiques ».
Le premier meurtre commis par Tony Soprano, dans l'épisode cinq de la saison, marque un tournant dans la relation entre le spectateur et Tony. Jusqu'alors, tous les assassinats sont perpétrés par d'autres personnages et il n'est jamais impliqué directement. De plus, en 1999, il n'est pas courant de voir le protagoniste d'une série commettre de tels crimes. La façon d'amener le crime — Tony tombe par hasard sur Febby Petrulio — et la raison pour celui-ci — Petrulio est un traitre, et des amis de Tony sont en prison à cause de lui — rend l'acte cohérent et compréhensible, bien que celui-ci soit en contraste total avec le thème de l'épisode et la mise en parallèle des vies de Tony et Febby. Selon Brett Martin, le meurtre de Febby Petrulio par Tony a donné une « nouvelle identité » à la télévision : « Quelques années plus tard, l'idée qu'un personnage de télévision ne puisse pas tuer quelqu'un semblerait être une convention aussi vieux jeu et obsolète que celles des générations précédentes qui interdisaient le partage d'un lit ou l'usage du mot « enceinte » »,.

### La mère dominante
La relation entre Tony et sa mère, et plus généralement la relation mère-enfant, est un point important du scénario de la première saison des Soprano. Dès le premier épisode, le comportement cruel et dramatique de Livia Soprano est mis en avant comme une des causes majeures des crises d'anxiété de Tony. Elle se montre négligente envers lui malgré ses visites et le soin qu'il lui apporte, ce qui n'empêche pas Tony de défendre sa mère à plusieurs occasions lors de ses séances avec le Dr Melfi. Lorsque Tony explique son enfance à cette dernière, la vision de sa relation avec Livia prend un tournant malsain ; elle fait plusieurs mentions d'infanticide lorsqu'elle rencontre des difficultés, ce que Tony excuse en la décrivant comme « très tendue ». Un rapprochement peut même être fait avec le complexe d'Œdipe, ici inversé puisque Tony idolâtre son père et se sent constamment menacé par sa mère.
Au long de la saison, Tony semble rechercher une mère aimante dans son environnement. Il projette ainsi sa propre relation avec sa mère sur la famille de canards qui vivent dans sa piscine, et, lorsqu'il hallucine sa rencontre avec Isabella, Tony y trouve la figure maternelle qui lui manque,. Cependant, à la fin de la saison, lorsque Tony se rend compte qu'elle est responsable pour la tentative de meurtre qu'il a déjoué, et bien que sa réaction initiale soit de s'énerver face au Dr Melfi, la relation qu'il entretient avec sa mère s'inverse et il finit par oser prendre le dessus sur elle.

## Sortie
La première saison des Soprano sort le 12 décembre 2000 en formats DVD et VHS. Ce dernier format ne comporte alors aucun bonus, tandis que la version DVD comporte une interview de David Chase avec Peter Bogdanovich, des commentaires audios optionnels sur le premier épisode Égarement et deux documentaires, Meet Tony Soprano et Family Life. La version Blu-ray de la saison une sort quant à elle le 24 novembre 2009.
La saison une des Soprano est également disponible à l'achat sur l'iTunes Store et en vidéo à la demande sur HBO Max,.
| L'intégrale de la saison 1 |                                    |                                    |
| Détails |                                    |                                    |
| - 13 épisodes - Coffret de 5 disques (Blu-ray) - Coffret de 4 disques (DVD) - Aspect ratio 1.78:1 (DVD) ou 1.77:1 (Blu-ray) - Langues : - Anglais (Dolby Digital 5.1, avec sous-titres) - Français (Dolby Digital 5.1) - Espagnol (Dolby Digital 5.1) |                                    |                                    |
| Dates de sorties |                                    |                                    |
| Région 1 | Région 2                           | Région 4                           |
| DVD : 12 décembre 2000 Blu-ray : 24 novembre 2009 | DVD : 24 novembre 2003 Blu-ray : - | DVD : 24 novembre 2003 Blu-ray : - |